# اينار يوناسون
اينار يوناسون هو سياسي كندي، ولد في 17 يونيو 1887، وتوفي في 8 يوليو 1935.